# Rathauspassagen

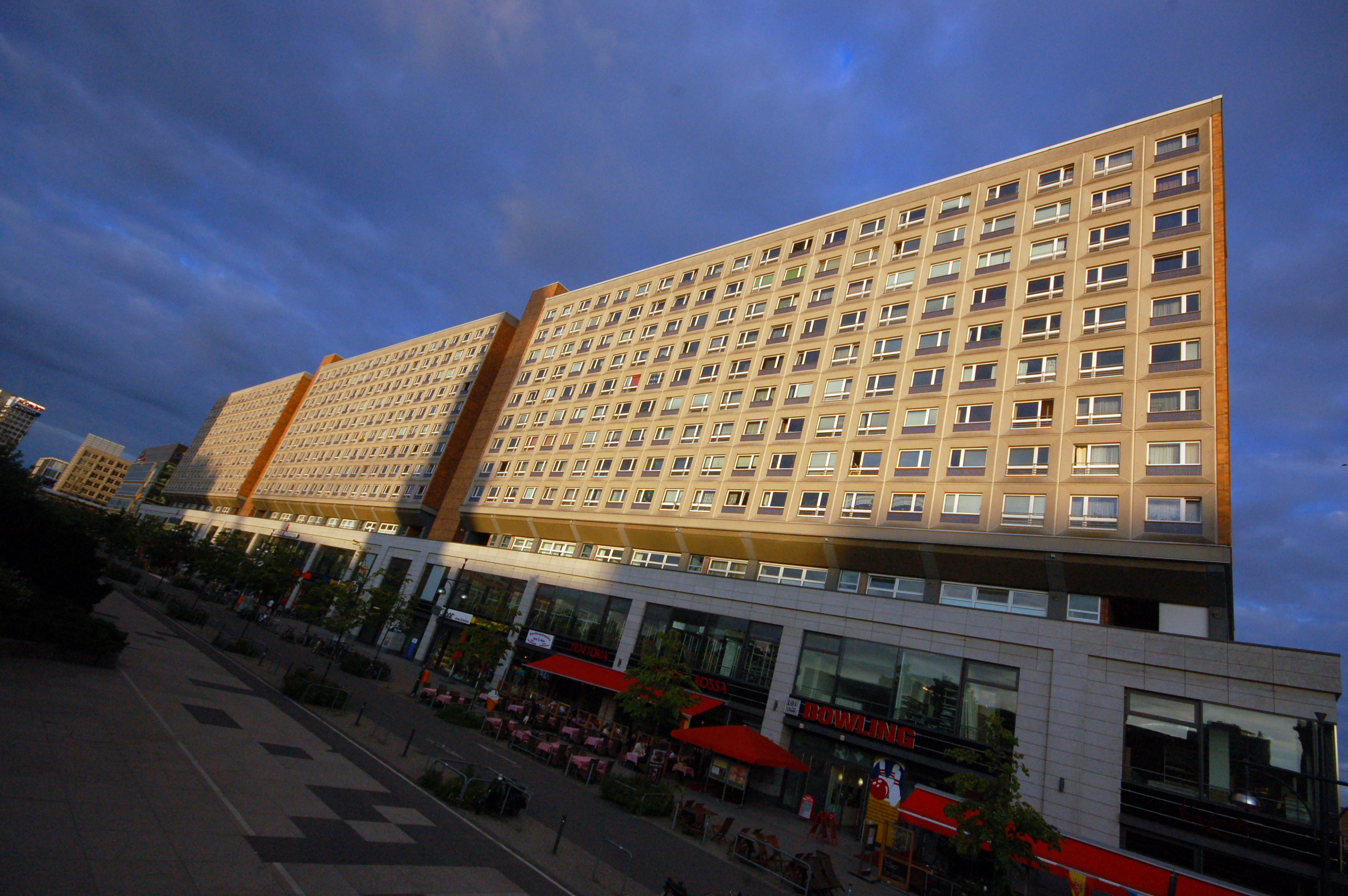
Rathauspassagen, 2010

Die Rathauspassagen sind ein nach Plänen der Architekten Heinz Graffunder, Eckart Schmidt, Wolfgang Radke und anderen zwischen 1967 und 1972 südlich des Alexanderplatzes errichtetes Gebäudeensemble zwischen der Rathausstraße, der Jüdenstraße und der Grunerstraße im Berliner Ortsteil Mitte. Sie waren gleichzeitig Teil der gesamten Neubebauung entlang der Spandauer und Karl-Liebknecht-Straße. Die Passagen wurden von 2002 bis 2004 vollständig umgebaut und zur Grunerstraße hin mit einem Parkhaus abgeschlossen.

## Lage und Baubeschreibung
Der langgestreckte Gebäudekomplex zieht sich als zusammenhängender Baukörper vom Roten Rathaus bis kurz vor der Trasse der Stadtbahn auf ursprünglich 185 Meter Länge an der Rathausstraße entlang. Die Wohnungen in Nord-Richtung haben ihre Schauseite zur Grünanlage um den Berliner Fernsehturm. Die gesamte Breite des Komplexes betrug 68 Meter.

## Baugeschichte und Nutzung

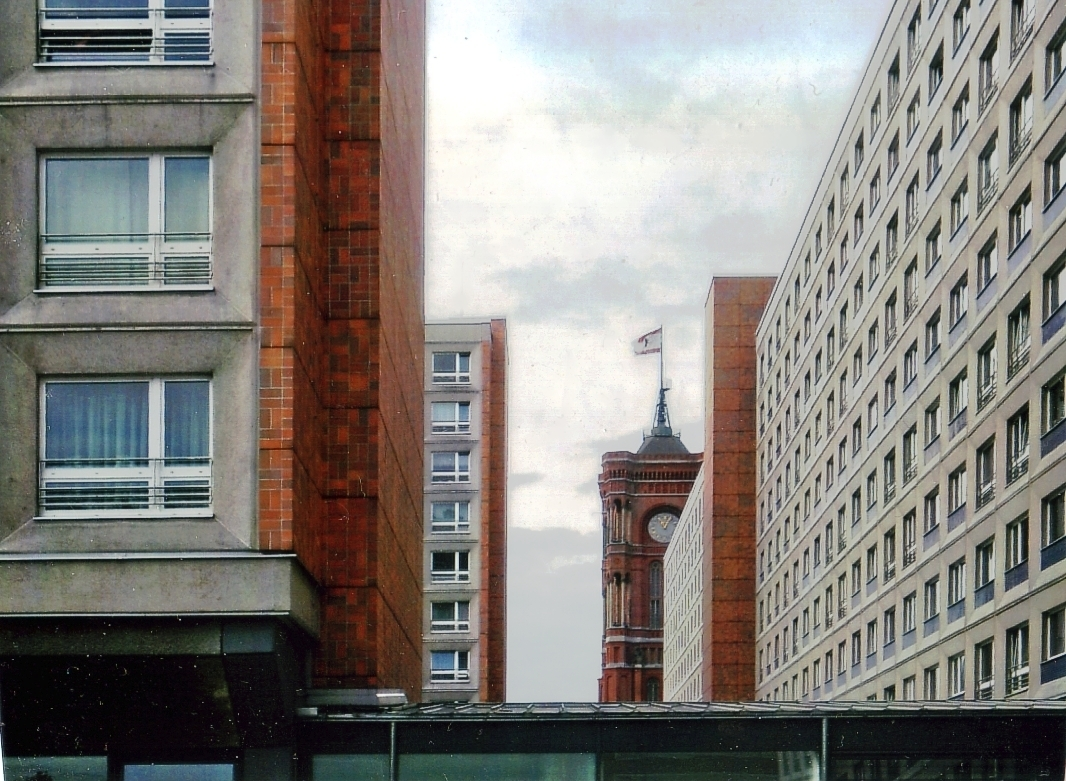
Blick von der Terrasse auf Wohngebäude und den Turm des Roten Rathauses, 2011

An der Stelle der Rathauspassagen befanden sich bis zum Ende des Zweiten Weltkriegs mehrere Einzelgebäude, darunter an der Ecke zur Jüdenstraße das 1967 abgerissene Gouverneurshaus. Im Zuge der mit dem Abriss fast der gesamten historischen Bausubstanz verbundenen großräumigen Umgestaltung des historischen Stadtzentrums und der Errichtung des Berliner Fernsehturms gab der Ost-Berliner Magistrat eine Neuplanung zur Rathausstraße an ein städtebauliches Entwicklungskollektiv in Auftrag. Unter Leitung von Heinz Graffunder erarbeiteten die Architekten Lothar Köhler, Peter Schweizer, Walter Wenzel, Dietmar Kuntzsch und Joachim Näther die konkreten Bebauungspläne. Die Rathauspassagen galten als sozialistische Antwort auf das Bauwerk Unité d’Habitation und das Corbusierhaus des Architekten Le Corbusier. Als Vorbild sind zudem die Entwürfe zur Vertikale Stadt von Ludwig Hilberseimer zu nennen. Der Komplex wurde nach den so entstandenen Plänen vom VEB WBK Berlin und der Aufbauleitung Sondervorhaben der Hauptstadt Berlin unter der Leitung von Erhardt Gißke verwirklicht.
Die Entwürfe und künstlerischen Ausführungen für den Sockelbau, die Innenhöfe und die Freiflächen gehen auf Eberhard Horn und Dietmar Kuntzsch zurück.
Von Anfang an war eine gemischte Nutzung vorgesehen. Während im Erdgeschoss Geschäfte und Lokale untergebracht wurden, in dem als Wandelgang gestalteten Terrassengeschoss in der ersten Etage Arztpraxen und Kindergärten Platz fanden, waren die oberen Etagen den Mietern vorbehalten. Die Ladenzone in den unteren Geschossen zählte seinerzeit zu den exklusivsten Einkaufszentren der DDR. Es bot ausgewählte Geschäfte wie das Haus der Mode, das Schuhhaus Hans Sachs, den Schmuckladen Ostseeschmuck, den Pelzsalon, den Kosmetiksalon Helena, den Wintersportausstatter Skihütte, den Musikinstrumentenladen Takt und Ton, das Feinkostgeschäft Delikat, eine Niederlassung der Fluggesellschaft Finnair und weitere Läden. Viele Geschäfte dienten als zentraler Repräsentationsort für in der DDR produzierte Bekleidung, Schmuck, Schuhe und Kosmetika.
Weitere Einrichtungen waren das Postamt 2, das Weinrestaurant Morava, das Berliner Kaffeehaus, das Café Rendezvous, das Café Espresso und das Grillrestaurant Zum Goldbroiler, später: Zur Haxe. Für den Außerhaus-Verkauf waren die Ketwurst und das B300 angeschlossen. Im Keller befand sich zudem ein Bowlingzentrum mit 18 Bahnen.

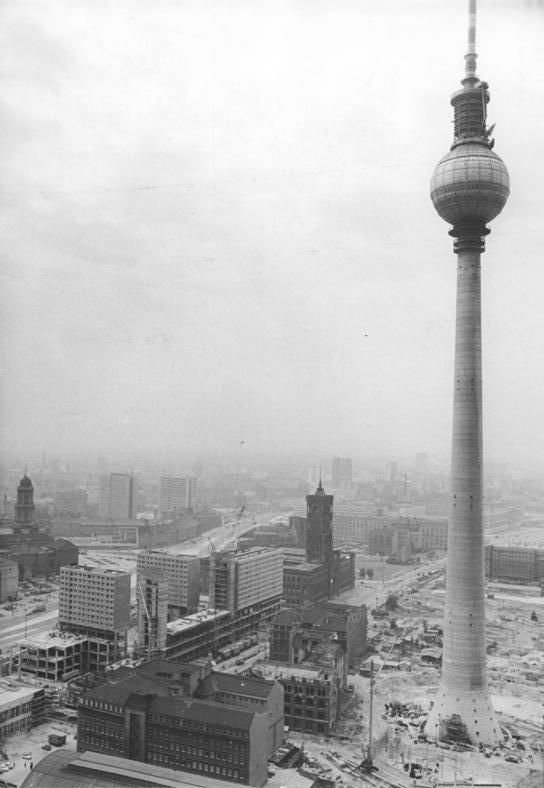
Rathauspassagen im Bau, 1969
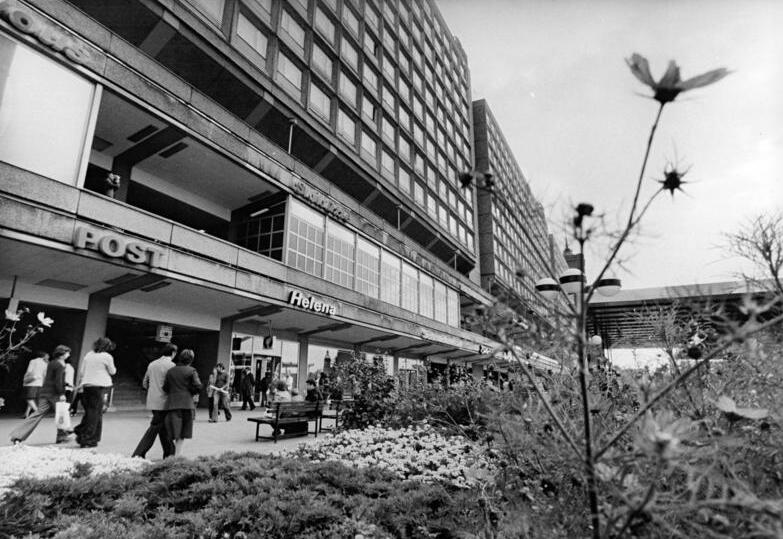
Rathauspassagen, 1979
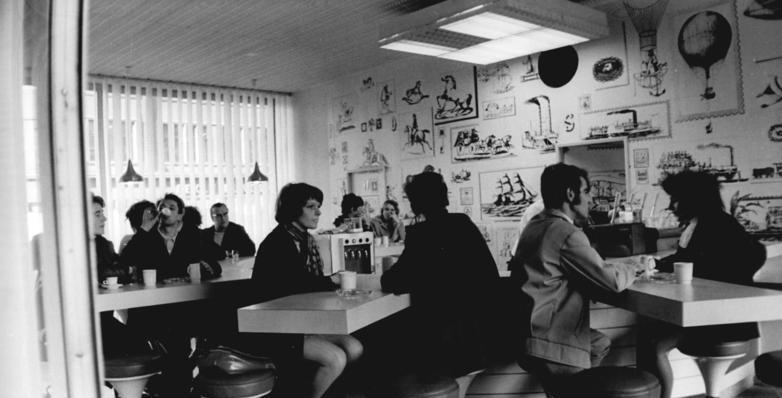
Café Espresso, 1971
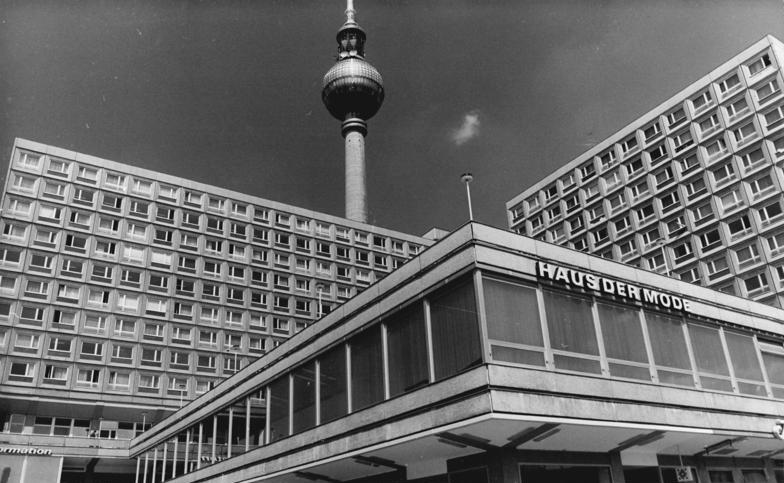
Haus der Mode an der Rückseite der Rathauspassagen, 1978

## Gestaltungskonzept

### Allgemeines
Die Gestaltung für die Rathauspassagen folgte einer damals neuartigen Konzeption, die nicht nur die Architektur, sondern auch Kunst, Gartengestaltung, Inneneinrichtung und Leuchtwerbung umfasste. Dieser Aufwand hing mit der herausragenden Bedeutung des Komplexes zusammen: Die Rathauspassagen waren nicht nur als Einkaufszentrum geplant, sondern sie waren auch ein Schaufenster für die Leistungen der DDR-Wirtschaft. Deshalb wurde für den Komplex eine besonders anspruchsvolle Gestaltungskonzeption entwickelt. Dabei waren die Planer bestrebt, die unterschiedlichen Gestaltungsmittel zu einer harmonischen Einheit, zu einem Gesamtkunstwerk zusammenzuführen.

### Architektur
Der ursprüngliche Gebäudekomplex besteht aus zwei rückwärtigen Quertrakten und einem zweigeschossigen Flachkörper, montiert in Stahlbeton-Skelettbauweise. Aus dem Flachkörper erheben sich auf Stelzen fünf Wohnhaustrakte des Plattenbautyps P2.
Entsprechend der besonderen städtebaulichen Bedeutung der Rathauspassagen wurde der Plattenbau allerdings modifiziert:
Einerseits sollten die Wohnungen repräsentativer ausfallen, daher wurden sie deutlich größer ausgeführt als gewöhnliche P2-Wohnungen. Dies wurde durch eine größere Gebäudetiefe erreicht.
Andererseits wurden die Platten mit besonderen Materialien verkleidet. Für die beiden Fahrstuhl- und Treppenhausschächte des Haupttraktes entlang der Rathausstraße und alle Giebel wurden rote Spaltklinker aus Großräschen und Zahna verwendet. Damit entstand eine optische Verbindung zum Roten Rathaus. Zudem korrespondieren die beiden Treppenhaustürme an der Rathausstraße mit den Treppenhaustürmen des gegenüberliegenden Blocks an der Karl-Liebknecht-Straße. Die facettenartig gegliederten Fassaden der Wohntrakte nehmen dagegen die Gestaltung des Alexanderhauses, des Berolinahauses und des Fernsehturms auf. Dafür wurden weißer Marmorsplitt in hellem Wolfener Zement und blaue Glasmosaiken aus Reichenbach verbaut.
Eine weitere Besonderheit war die Wendeltreppe aus Sichtbeton im Mittelhof des Komplexes, der ursprünglich einen Zugang zum Terrassengeschoss herstellte.
Die Fassaden und Giebel der aufgeständerten Wohntrakte sind original erhalten, das darunter liegende Einkaufszentrum ist komplett umgebaut und überformt worden.

### Innenarchitektur
Auch die Innenarchitektur wurde mit großem Aufwand von unterschiedlichen Architekten gestaltet. Da die Rathauspassagen auch als eine Leistungsschau für die DDR-Industrie dienten, wurde eine möglichst effektvolle Präsentation der Waren angestrebt. Besonders prägnante Beispiele waren:
- Schmuckladen Ostseeschmuck, Architekt: Achim Maler
Dieser Laden war mit Kugeln und Halbkugeln aus transparentem Piacryl ausgestattet, in denen die Schmuckstücke präsentiert wurden. Eine effektvolle Beleuchtung des Schmucks verstärkte die Wirkung der Ausstellungsstücke. Einen Kontrast zu den Kugeln bildeten weiße Möbel.
- Schuhsalon Hans Sachs, Architekt: Peter Schubring
Im Geschäft präsentierten die Dekorateure die Schuhe in Glasvitrinen. Sessel aus rotem Schaumleder komplettierten die exklusive Atmosphäre.
- Kosmetiksalon Helena, Architektin: Christiane Mikuschies
In diesem Laden hingen zylinderförmige Vitrinen von der Decke herunter, die damit wie schwerelos wirkten. In diesen Vitrinen wurden die Kosmetikartikel ausgestellt. Auch hier sorgte eine effektvolle Beleuchtung für eine wirkungsvolle Präsentation der Waren.
- Skihütte, Architekt: Joachim König
Hier wurde ein rustikaler Baudencharakter angestrebt. Daher war der Laden mit Schränken und Wandverkleidungen aus Kiefernholz ausgestattet. Ein Kamin und handgeknüpfte Teppiche trugen ebenfalls zur rustikalen Atmosphäre bei.
- Musikinstrumenteladen Takt und Ton, Architekt: Achim Maler
Hier wurden die Instrumente (ebenfalls) in großen Glasvitrinen präsentiert. Ein Raum, der zwecks guter Akustik mit Holzfurnieren verkleidet war, diente zudem der Vorführung von Instrumenten.
- Modesalon Haus der Mode, Architekt: Achim Maler
Auch hier wurde versucht, eine möglichst großzügige und exklusive Verkaufsatmosphäre zu schaffen. Gestaltungsmittel waren Holzfurniere, Ledersessel, Blumenkästen und Pendelleuchten.[5]

### Kunstkonzeption
Für die Rathauspassagen hatte ein Kollektiv von Künstlern und Kunstwissenschaftlern unter Leitung von Gerhard Stelzer eine umfangreiche Kunstkonzeption entwickelt. Das übergreifende Thema lautete: Sozialistische Gemeinschaft – Verkörperung des realen Humanismus. Ein Großteil der realisierten Kunstwerke wurde bei der Sanierung 2002–2004 beseitigt.

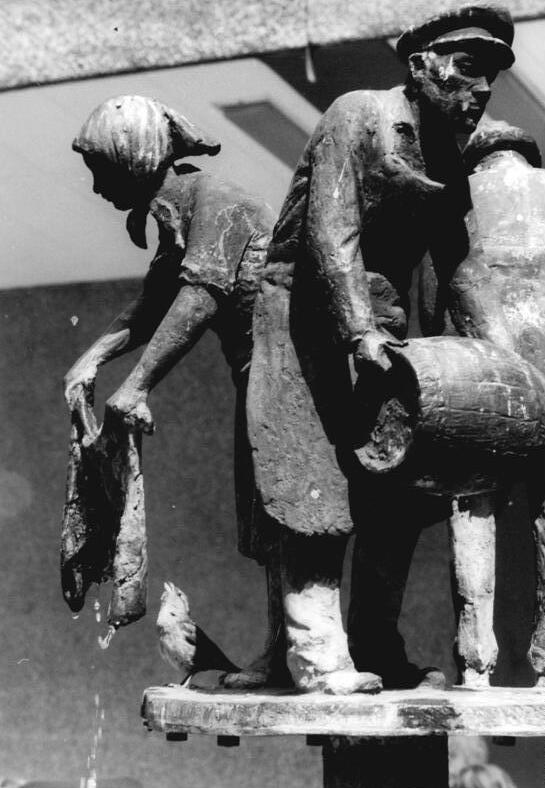
Brunnen Altberliner Typen

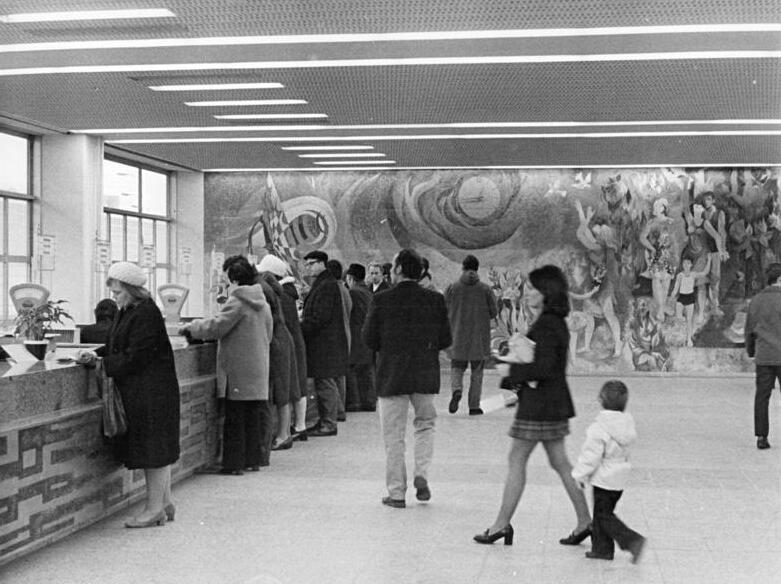
Schalterhalle des Postamtes, im Hintergrund das Wandbild Arbeit und Freizeit, nicht mehr vorhanden

Folgende Kunstwerke wurden ausgeführt:
| Bezeichnung                                         | Material                | Künstler                      | Standort                    | Bemerkungen                 |
| --------------------------------------------------- | ----------------------- | ----------------------------- | --------------------------- | --------------------------- |
| Schrittmacherkollektive                             | Bronzeplatten auf Beton | Gerhard Rommel                | Ostseite, freistehend       | erhalten                    |
| Berliner Leben                                      | blau-weißes Glasmosailk | Rolf Lindemann, Hans Vent     | Ostseite, Außenwände        | beseitigt                   |
| Altberliner Typen                                   | Brunnen, Bronze         | Gerhard Thieme                | Mittelhof                   | beseitigt                   |
| Wasserbecken                                        |                         | Rudolf Kaiser, Wolfgang Weber | Westseite                   | beseitigt                   |
| Berliner Humor                                      | Keramikreliefs          | Regina Junge, Astrid Danegger | Westseite, Außenwände       | beseitigt                   |
| Ornamente und Figuren                               | Glasmosaik und Keramik  | Gertrud Triebs                | Außenwände Kinderkrippe     | durch Wärmedämmung verdeckt |
| Lebensfreude                                        | vier Fayencen           | Christa Sammler               | Innenraum Gaststätte Morava | beseitigt                   |
| Trachtenpaare aus fünf Weinanbauländern             | Holzplastiken           | Lothar Sell                   | Innenraum Gaststätte Morava | beseitigt                   |
| Arbeit und Freizeit                                 | Wandbild, Emaille       | Adam Kurtz                    | Schalterhalle Postamt       | beseitigt                   |
| Motive aus dem historischen Berliner Sportgeschehen | Aluminiumreliefs        | Baldur Schönfelder            | Bowlingzentrum              | beseitigt                   |

### Werbung
Für die Rathauspassagen wurde durch die Werbeagentur DEWAG Berlin ein einheitliches Werbekonzept entwickelt, das ebenfalls mit hohem gestalterischen Anspruch realisiert wurde. Es bestand aus den Leuchtwerbeanlagen der Geschäfte und Gaststätten in den Sockelgeschossen. Verwendet wurden Leuchtschriften, die einem einheitlichen Gestaltungsprinzip folgten. Weitere Gestaltungsmittel waren leuchtende Würfel, die ebenfalls auf die Geschäfte hinwiesen. Auf diese Weise sollte ein einheitliches Erscheinungsbild der Rathauspassagen erreicht werden.
In Einzelfällen wurden auch bewegliche Motive verwendet. So wurde am Bowlingzentrum eine Leuchtwerbung angebracht, die bei Dunkelheit bewegliche Kegel darstellte, die Weingaststätte Morava wurde mit leuchtenden Weintrauben ausgestattet.
Werbeelemente an den Giebelseiten der Wohnblöcke und im Firstbereich der Treppenhaustürme hatten dagegen keinen direkten Bezug zu den Rathauspassagen. Die Giebelseiten an der Grunerstraße trugen Werbeanlagen für Frauenzeitschriften aus dem Verlag für die Frau und für Produkte von VEB Berlin-Kosmetik. An den Treppenhaustürmen fand Werbung für Ruhla-Uhren ihren Platz.

## Sanierung
Von 2002 bis 2004 (offizielle Eröffnung: 10. Juni 2004) erfuhren die Rathauspassagen nach Plänen der Architekturbüros RKW Rhode Kellermann Wawrowsky und Kny & Weber eine Grundsanierung. Dabei kam auf der Rückseite zur Grunerstraße hin ein großes Parkhaus als Anbau hinzu, das sich über die ganze Länge des Gebäudes erstreckt, wofür Teile der originalen Bausubstanz weichen mussten. Nach Entkernung und Sanierung der Sockelgeschosse hat der Eigentümer, die Wohnungsbaugesellschaft Berlin-Mitte mbH, die Rathauspassagen zu einem vollwertigen Einkaufszentrum entwickelt. Die Stirnseite zur Stadtbahn hin erhielt auf 25 Meter Breite ebenfalls einen Anbau. 
Von 2014 bis 2015 wurden die Rathauspassagen erneut baulich verändert. Das Düsseldorfer Architekturbüro thelenarchitekten plante im ersten Obergeschoss die Verkaufsflächen für den französischen Sportkonzern Decathlon. Im Zuge dieser Maßnahmen wurde auch die Eingangshalle umgestaltet. Eine neue Rolltreppe zur Rathausstraße hin, die nun das Erdgeschoss mit dem ersten Obergeschoss verbindet, erforderte die Neuorganisation der Ladenflächen im Erdgeschoss. Es ist eine Einkaufspassage mit verschiedenen kleinen Shops und Ladengeschäften entstanden, die von der Grunerstraße als auch von der Rathausstraße zugänglich ist.

## Rezeption
Oliver Päßler veröffentlichte 2006 mit Straße Nummer Eins ein filmisches Porträt über die Rathauspassagen. Für den Film interviewte er ehemalige und neue Bewohner des Gebäudekomplexes, die sich zu dem erfolgten Wandel überwiegend positiv äußerten.

## Sonstiges

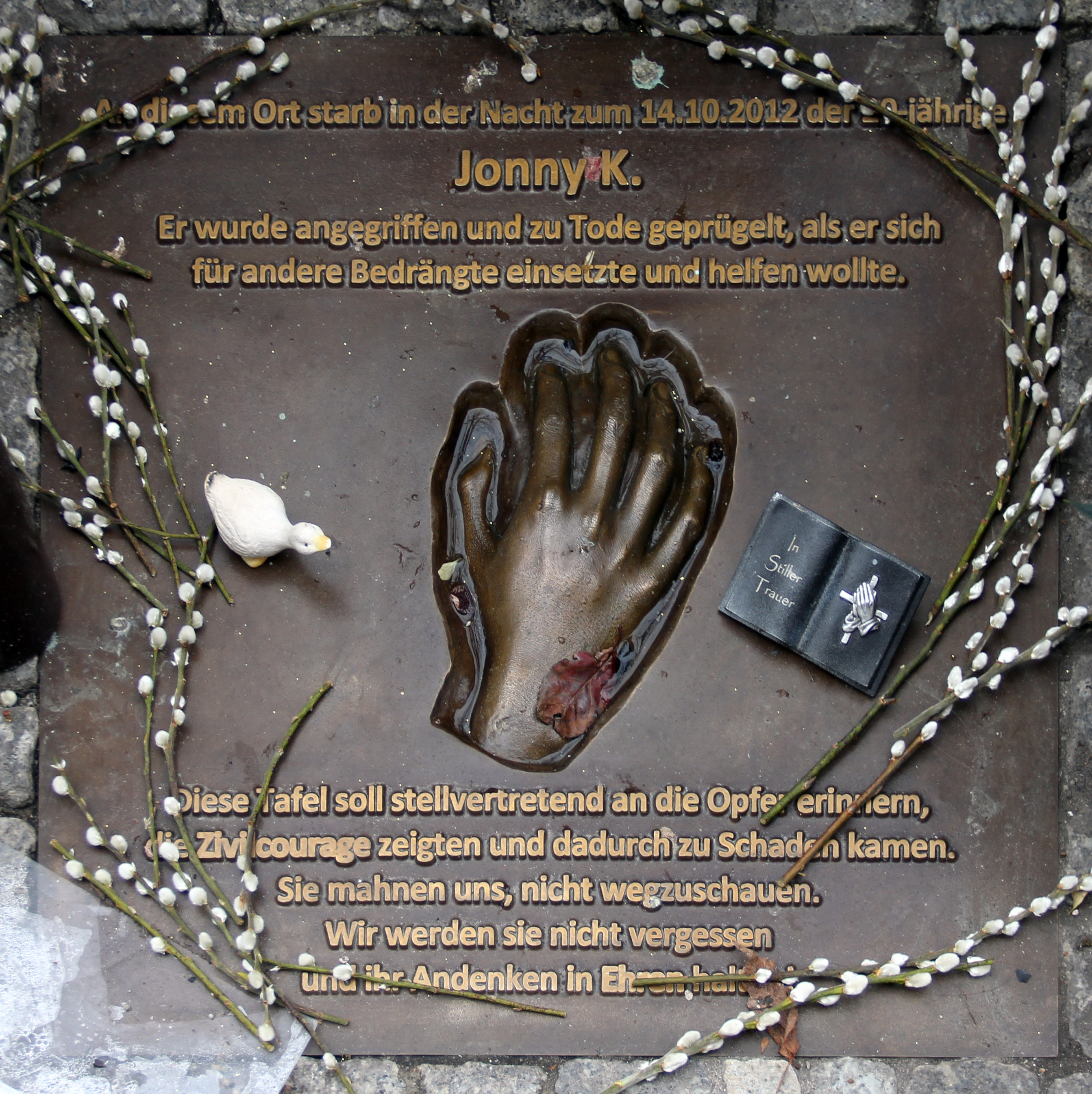
Gedenktafel für Jonny K.

- Vor den Rathauspassagen ereignete sich im Oktober 2012 der Todesfall Jonny K. Der Tod des jungen Mannes erregte bundesweit große Aufmerksamkeit. An dem mutmaßlichen Tatort ist mit einer Messingplatte ein dauerhaftes Mahnmal entstanden.[11]
- Der ehemalige Senatsbaudirektor Hans Stimmann gilt als Gegner der Passagen. Wenige Tage nach den Anschlägen vom 11. September 2001 forderte er, dass es am besten sei, „man schmeißt darauf [auf die Rathauspassagen] eine Bombe“. Die Äußerungen führten zu erheblicher Kritik.[12] Stimmann entschuldigte sich später für seine Äußerung.